# 외달도
외달도(外達島)는 전라남도 목포시 유달동에 있는 섬으로, 목포 앞바다 남서쪽 6km에 위치한다.

## 관광
외달도는 목포시에서 "사랑의 섬 외달도"라는 문구로 선보이고 있는 관광 명소이며, 해수풀장과 한옥민박, 갯벌체험으로 관광객을 유치하고 있다. 해수풀장은 매년 6월~8월 개장하며, 해당 시기에는 낚시터와 보트, 야영 텐트촌 시설 등을 유/무료 대여한다. 외달도로 향하는 배는 매일 5회 있으나, 하절기에는 관광객 수요를 맞추기 위해 11회로 증편한다. 단 외달도는 입구가 좁은 관계로 차량 입항에 어려움이 있다. 
한국관광공사가 선정한 국내 휴양하기 좋은 섬 베스트 30에 포함됐다.